# Grundsätze und Richtlinien für Wettbewerbe auf den Gebieten der Raumplanung, des Städtebaus und des Bauwesens
Die Grundsätze und Richtlinien für Wettbewerbe auf den Gebieten der Raumplanung, des Städtebaus und des Bauwesens (GRW) sind ein Regelwerk, das in Deutschland bei der Auslobung und Durchführung von Architektenwettbewerben eingesetzt wird, um Entwürfe und Ideen für die Gestaltung von Gebäuden, im Städtebau und bei der Landschaftsplanung zu erhalten. Die GRW wurden 2009 per Erlass des Bundesministeriums für Verkehr, Bau und Stadtentwicklung (BMVBS) durch die Richtlinien für Planungswettbewerbe (RPW) ersetzt und Länder und Gemeinden gebeten, diese ebenfalls einzuführen, die GRW sind aber teilweise in den Ländern und bei nichtstaatlichen Auftraggebern weiterhin in Gebrauch.
Die GRW wird sowohl von privaten als auch von öffentlichen Bauherrn eingesetzt. Öffentliche Auftraggeber müssen zusätzlich die Europäischen Dienstleistungsrichtlinien und die Vergabeordnung für freiberufliche Leistungen berücksichtigen. Sie regelt primär den Wettbewerb von Architekten, Stadtplanern, Landschaftsarchitekten, Innenarchitekten und Beratenden Ingenieuren, lässt aber auch Verfahren zu, die andere Ingenieurdisziplinen, wie Bauingenieure, Versorgungstechniker, Verkehrsplaner und weitere Fachplaner oder auch Künstler mit einbinden. In geeigneten Fällen können auch Absolventen oder Studenten von Hochschulen der entsprechenden Fachrichtungen zugelassen werden.
Grundlagen sind die Chancengleichheit und Anonymität der Teilnehmer, die Unabhängigkeit des Preisgerichtes und die Einheitlichkeit und Verbindlichkeit der Regeln.

## Anwendungsbereich
Die GRW konnten grundsätzlich bei jeder Art von Planungsaufgabe angewandt werden, sofern sie in den Bereich der Raumplanung, des Städtebaus oder des Bauwesens fielen. Üblicherweise kommt sie aber nur bei größeren Vorhaben privater Bauherrn und der öffentlichen Hand zur Anwendung. Die Anwendung vergleichender Verfahren, zu denen auch die GRW zählt, ist bei öffentlichen Bauvorhaben ab einer bestimmten Größe vorgeschrieben. Für private Bauherrn ist die Anwendung freiwillig kann aber in anderen Zusammenhängen vertraglich vereinbart werden, bspw. beim Verkauf eines Grundstückes. Für den Bund und die Länder, die die RPW eingeführt haben, sind diese als Bauherren jeweils verpflichtend.

## Wettbewerbsarten
Die GRW unterscheidet zwischen Ideen- und Realisierungswettbewerben.

### Ideenwettbewerbe
Ein Ideenwettbewerb dient dazu, grundsätzliche Lösungen für eine Aufgabenstellung zu ermitteln, ohne direkt realisierbare Entwürfe zu erhalten. Die Vorgaben dafür sind allgemeiner gefasst und die Lösungsvorschläge werden nicht detailliert durchgearbeitet. Oftmals wird auf die Abgabe eines Modells verzichtet.
Ideenwettbewerbe können auch dazu dienen, einen Realisierungswettbewerb vorzubereiten.

### Realisierungswettbewerbe
Ein Realisierungswettbewerb hat das Ziel einen realisierbaren Entwurf für die gestellte Aufgabe zu erhalten. Darunter ist keine direkt umsetzbare Planung zu verstehen, sondern ein Vorschlag, der in weiteren Schritten mit dem Bauherrn direkt abgestimmt und weiter entwickelt wird. Die GRW spricht in diesem Zusammenhang von den „planerischen Möglichkeiten für die Realisierung“.

## Verfahrensarten
Zur Durchführung der Wettbewerbe sieht die GRW unterschiedliche Verfahren vor.

### Der offene Wettbewerb
Der offene Wettbewerb erlaubt jedem die Teilnahme, der eine bestimmte berufliche Qualifikation besitzt. Im Allgemeinen ist dies die Qualifikation und Eintragung in die Liste der zuständigen Architektenkammer als Architekt, Landschaftsarchitekt oder Stadtplaner. Oftmals wird auch die Eintragung als Freier Architekt, Freier Landschaftsarchitekt oder Freier Stadtplaner verlangt. Bei Wettbewerben, die entsprechend den Europäischen Dienstleistungsrichtlinien durchgeführt werden, gelten die im jeweiligen Land gültigen fachlichen Anforderungen.
Eine weitere Einschränkung kann ein räumlich beschränkter Zulassungsbereich sein. Bei Auslobungen der öffentlichen Hand ist ab einem vorgegebenen Auftragsvolumen die europaweite Ausschreibung zwingend vorgeschrieben.
Offene Wettbewerbe führen zu der größten Zahl an Teilnehmern und Lösungsvorschlägen.

### Der offene Wettbewerb in zwei Bearbeitungsphasen
Bei einem zweiphasigen Verfahren, entsprechen die Zulassungsbedingungen denen des offenen Wettbewerbes. In einer ersten Bearbeitungsphase werden jedoch nur grundsätzliche Lösungsvorschläge, ähnlich denen eines Ideenwettbewerbes, gefordert. Unter den eingereichten Vorschlägen wird in einer Preisgerichtssitzung eine von vornherein festgelegte Zahl anonym ausgewählt, die von den jeweiligen Verfassern weiter bearbeitet werden.
Die Zahl der Teilnehmer ist in der ersten Bearbeitungsphase gleich hoch oder – durch die reduzierten Anforderungen – höher als bei einem offenen Wettbewerb, die Zahl der Lösungsvorschläge ist geringer. Die zwei Bearbeitungsphasen verringern den Arbeitsaufwand für Teilnehmer und Auslober.

### Der begrenzt offene Wettbewerb
Für die Teilnahme an einem begrenzt offenen Wettbewerb können sich alle Architekten und Planer, die die Teilnahmevoraussetzungen erfüllen – entsprechend dem offenen Wettbewerb – bewerben. Unter diesen Bewerbern wird eine vorher festgelegte Anzahl von Teilnehmern ausgewählt. In der Regel erfolgt dies per Losentscheid oder anhand festgelegter Kriterien der fachlichen Eignung und Erfahrung oder einer Kombination aus beidem. Dem vorgeschaltet kann eine Aufteilung in mehrere Lostöpfe sein, mit denen zwischen Berufsanfängern und erfahrenen Planern unterschieden wird. Die Beurteilung und Auswahl erfolgt durch ein unabhängiges Gremium, das mit dem Preisgericht nicht identisch sein darf. Die Losziehung erfolgt unter der Aufsicht eines Notars.

### Der Einladungswettbewerb
Er wird durchgeführt, wenn für die Aufgabe eine bestimmte Qualifikation, wirtschaftliche Leistungsfähigkeit oder Erfahrung vorausgesetzt wird. Dafür werden qualifizierte Planer zur Bewerbung aufgefordert unter denen ein Auswahlgremium die Teilnehmer auswählt. Die Zahl der Teilnehmer darf nicht weniger als drei betragen.

### Das kooperative Verfahren
Als Sonderform des Einladungswettbewerbs gilt das kooperative Verfahren. Sie werden durchgeführt, wenn die Aufgabenstellung es erfordert, dass während der Bearbeitung ein Dialog zwischen Auslober, Teilnehmer, Preisrichtern und weiteren Beteiligten im Rahmen von Kolloquien stattfindet. Es erlaubt auch, während der Bearbeitung die Vorgaben oder Aufgabenstellungen zu ändern. Da die Teilnehmer ein Anrecht darauf haben, dass ihre Ideen vor den anderen Teilnehmern geschützt werden, ist es sehr aufwändig. Die Beurteilung der Lösungen erfolgt ebenfalls anonym.

### Das vereinfachte Verfahren
Das vereinfachte Verfahren kommt zur Anwendung, wenn die Aufgabenstellung auf einige wenige Merkmale beschränkt ist und die Lösungsvorschläge nur skizzenhaft dargestellt werden sollen. Die GRW erlaubt in diesem Fall ein Preisgericht mit nicht mehr als fünf Preisrichtern.

## Die Beteiligten an einem GRW-Verfahren

### Der Auslober
Der Auslober ist üblicherweise identisch mit dem späteren Auftraggeber der Baumaßnahme. In geeigneten Fällen, bspw. bei Ideenwettbewerben, kann dies aber auch eine übergeordnete öffentliche Planungsbehörde oder ähnliches sein.

### Der Wettbewerbsbetreuer
Der Wettbewerbsbetreuer ist der Treuhänder des Auslobers und bereitet den Wettbewerb vor, organisiert den Ablauf und übernimmt – im Normalfall – auch die Vorprüfung. Wettbewerbsbetreuer und Auslober können identisch sein, sofern der Auslober selbst über das geeignete Personal verfügt. Er ist der offizielle Ansprechpartner in allen Belangen.

### Die Teilnehmer
Teilnehmer sind natürliche oder juristische Personen, die über eine festgelegte Qualifikation verfügen oder Arbeitsgemeinschaften aus solchen Personen (siehe auch die unterschiedlichen Wettbewerbsverfahren). Die Teilnehmer dürfen in keinem abhängigen Verhältnis zu den Preisrichtern stehen, bspw. Angestellte oder Mitarbeiter des Büros der Preisrichter sein oder mit ihnen verwandt. Die Identität der Teilnehmer ist bis zum Abschluss des Verfahrens anonym.

### Die Preisrichter
Die GRW sieht die Unabhängigkeit des Preisgerichts als eine der Säulen des Wettbewerbswesens. Es setzt sich aus Sach- und Fachpreisrichtern zusammen, die mit der Situation vertraut sein sollen. Neben der Beurteilung der Arbeiten sind sie für die Beratung des Auslobers zuständig, entscheiden über die Zulassung der Teilnehmer und empfehlen, wie die das Verfahren nach Abschluss des Wettbewerbes weitergeführt wird.
Fachpreisrichter sind Fachleute, die mindestens über dieselbe Qualifikation in demselben Tätigkeitsbereich verfügen sollten, wie die Teilnehmer. Richtet sich bspw. der Wettbewerb an Architekten, sind dies ebenfalls Architekten. Sie dürfen in keinerlei abhängigem Verhältnis zum Auslober oder den Teilnehmern stehen. Um die Unabhängigkeit zu garantieren, werden Fachpreisrichter häufig aus anderen Städten berufen. Die Fachpreisrichter müssen während der gesamten Sitzungsdauer anwesend sein. Fällt einer von ihnen aus, wird er durch einen vorher ernannten Stellvertreter ersetzt, der wiederum bis dahin ständig anwesend gewesen sein muss und bis zum Ende der Sitzung bleibt.
Sachpreisrichter müssen keine Fachleute auf dem Gebiet der gestellten Aufgabe sein. Bei kommunalen Bauaufgaben sind dies bspw. Vertreter der Planungsämter, der Bürgermeister, Vertreter der im Gemeinderat vertretenen Parteien oder der späteren Nutzer. Sachpreisrichter können sich zeitweise vertreten lassen, wenn der Vertreter in den Meinungsbildungsprozess mit eingebunden ist.
Sach- und Fachpreisrichter verfügen über jeweils eine Stimme bei den relevanten Abstimmungen bei einer insgesamt ungeraden Anzahl von empfohlenen sieben bis elf Preisrichtern. Die Fachpreisrichter stellen die Mehrheit des Preisgerichtes, üblicherweise eine Person mehr als die Sachpreisrichter. Die Fachpreisrichter stellen auch den Vorsitzenden des Preisgerichtes.

### Weitere Beteiligte
Wenn die Aufgabenstellung dies erfordert, können in allen Phasen weitere Fachleute oder Sachverständige als Berater zu Einzelaspekten der Planung mit hinzugezogen werden.

## Ablauf eines Verfahren nach GRW
Für Verfahren laut GRW gibt es einen grundsätzlichen chronologischen Ablauf, der – je nach Wettbewerbs- oder Verfahrensart – leicht variiert. So wird bei zweiphasigen Auslobungen eine weitere Preisgerichtssitzung angesetzt oder bei Ideenwettbewerben und vereinfachten Verfahren erfolgt keine umfangreiche Vorprüfung.

### Vorbereitung
Die Vorbereitung eines Wettbewerbes nach GRW liegt in den Händen des Wettbewerbsbetreuers. In Abstimmung mit dem Auslober definiert er die Aufgabenstellung, bereitet die Unterlagen vor und organisiert den Ablauf.
Die GRW verlangt, dass die zuständige Architektenkammer als Körperschaft des öffentlichen Rechts in die Vorbereitung des Wettbewerbs eingebunden ist und ihre Zustimmung gibt bzw. eine offizielle Zulassung erteilt. Dafür haben die Kammern in den zuständigen Kammerbezirken und -bereichen Wettbewerbsausschüsse eingerichtet, die – in Abstimmung mit den Länderkammern – beraten. Werden andere Ingenieurdisziplinen eingebunden, ist die zuständige Ingenieurkammer ebenfalls mit einzubinden.
Im Rahmen der Preisrichtervorbesprechung (Preisrichterkolloquium) werden alle Beteiligten außer den Teilnehmern in die Vorbereitung mit eingebunden. Die Preisrichter werden bei dieser Gelegenheit mit der Aufgabe bekannt gemacht, falls dies nicht bereits im Vorfeld erfolgt ist. Ihnen kommt auch eine beratende Funktion zu.

### Auslobung und Bekanntmachung
Die Auslobung definiert die Aufgabenstellung, gibt verbindliche Vorgaben und Anregungen und regelt alle organisatorischen Details. Sie bleibt im Normalfall bis zum Ende des Verfahrens unverändert, kann aber ergänzt werden. Dabei soll sie die „Anforderungen klar herausheben“ ohne den „planerischen Spielraum“ zu stark einzuschränken. Sie wird bei offenen und begrenzt offenen Wettbewerben gegen eine Schutzgebühr an die Interessenten abgegeben, kann aber innerhalb einer Frist an den Auslober gegen Rückerstattung der Gebühren zurückgegeben werden.
Sie besteht aus mehreren Teilen.
Im Teil A werden sämtliche rechtlichen und sachlichen Aspekte des Wettbewerbes schriftlich definiert. Dazu zählen u. a. der Zulassungsbereich, die erforderliche Qualifikation, die wirtschaftlichen Rahmenbedingungen, die Namen der Preisrichter, die Termine, die geforderten Wettbewerbsleistungen mit Angabe der Maßstäbe, Angaben zum Layout oder – gegebenenfalls – geladene Teilnehmer.
Im Teil B wird die eigentliche Aufgabe schriftlich definiert. Dazu können ein detailliertes Raumprogramm, ein Organigramm der Beziehungen der Räume, funktionelle Abläufe, geschichtliche Hintergründe, städtebauliche Vorgaben gehören.
Mit zur Auslobung gehören Planunterlagen in unterschiedlichen Maßstäben, Karten, Luftbilder, Fotografien der Situation und ein Einsatzmodell, das als Grundlage für ein zu erstellendes Modell des Entwurfs dient, wenn dies verlangt wird.
Üblich ist es heutzutage, dass die Unterlagen zusätzlich in elektronisch verarbeitbarer Form auf einer CD geliefert werden für die Verwendung in CAD-Programmen oder anderen.
Die Auslobung des Wettbewerbes wird in Fachzeitschriften und den lokalen Zeitungen unter Angabe der wichtigsten Daten bekannt gegeben. Bei Aufträgen der öffentlichen Hand ist die Bekanntgabe in den offiziellen Informationsorganen auf Landes-, Bundes- oder europäischer Ebene obligatorisch, wie das EU-Amtsblatt oder der Bundesanzeiger. Heutzutage ist die zusätzliche Bekanntgabe der Auslobung über einschlägige Internetportale üblich. Sie informieren interessierte Teilnehmer regelmäßig mit Newslettern. Seltener werden die Auslobungsunterlagen nur in elektronischer Form zum Download angeboten.

### Bearbeitung
Für die Bearbeitung der Aufgabenstellung wird den Teilnehmer ein Zeitraum eingeräumt, der Wochen oder Monate betragen kann.
Zur Klärung sich ergebender Fragen können bis zu einem bestimmten Termin schriftliche Rückfragen gestellt werden. Sie werden gesammelt und die Antworten allen Teilnehmern zugesandt. Zusätzlich können Kolloquien mit den Beteiligten veranstaltet werden, bei denen Fragen direkt gestellt und beantwortet werden. Die Teilnahme daran kann freiwillig oder Pflicht sein. Die Anonymität der Teilnehmer ist dabei zu wahren. Während der Bearbeitung ist jeder weitere Austausch über den Wettbewerb zwischen den Teilnehmern und den übrigen Beteiligten verboten.
Bei kooperativen Verfahren können mehrere Kolloquien und ein weiterer Austausch der Beteiligten stattfinden.
Zum Austausch und zur Information über den Fortgang der Verfahren kommen zunehmend Internetportale zum Einsatz. Die Rückfragen können dann in passwortgeschützten Foren gestellt und beantwortet werden.

### Abgabe
Jeder Teilnehmer darf nur einen Entwurf einreichen, wenn Varianten nicht ausdrücklich gefordert sind. Die geforderten Leistungen umfassen in der Regel:
- Die zeichnerische Darstellung
- Einen schriftlichen Erläuterungsbericht, der um Skizzen ergänzt werden kann
- Berechnungen von Flächen und Rauminhalt und – sofern gefordert – zur Wirtschaftlichkeit und Kosten, zu erwartenden Energieverbräuchen oder weiterer numerischer Parameter des Entwurfs
- Sofern gefordert, ein Modell

Um die Chancengleichheit zu erhöhen und den Aufwand der Teilnehmer zu begrenzen, werden oftmals die Anzahl der Pläne, ihre Größe oder auch die Verwendung von Farbe und die Formen der Darstellungen eingeschränkt.
Eine Teilnehmererklärung mit dem Namen des Verfassers, der Mitarbeiter und weiteren Angaben muss in einem verschlossenen und undurchsichtigen Umschlag beigefügt werden. Alle Unterlagen müssen mit einer anonymen Nummer beschriftet werden.
Die Abgabe muss pünktlich zu einem vorgegebenen Termin erfolgen. Die Überschreitung um nur wenige Minuten führt bereits zum Ausschluss. Statt der persönlichen Abgabe können die Unterlagen auch per Bahn, Post oder mit einem Kurierdienst versandt werden. In diesem Fall gilt das Datum des Poststempels. Um die Anonymität zu gewährleisten, ist als Absender die Adresse des Auslobers anzugeben. Die Abgabe eines Modells erfolgt zu einem späteren Zeitpunkt, üblicherweise eine Woche später.

### Vorprüfung
Die Vorprüfung erfolgt durch den Wettbewerbsbetreuer und kann mehrere Wochen in Anspruch nehmen. Dabei werden die Arbeiten auf die Erfüllung der formalen Vorgaben der Auslobung untersucht. Dies sind bspw. die Einhaltung der im Raumprogramm vorgegebenen Flächen, die Einhaltung von Baugrenzen, die fristgerechte Abgabe oder die Vollständigkeit der Unterlagen. Über das Ergebnis wird ein Protokoll angefertigt, das den Preisrichtern vorgelegt wird. Um die Anonymität der Teilnehmer zu gewährleisten, werden die Tarnnummern der Teilnehmer durch eigene Nummern überklebt.
Werden von den Teilnehmern nicht verlangte Leistungen eingereicht, bspw. zusätzliche Perspektiven, so müssen diese durch die Vorprüfung abgedeckt werden um die Chancengleichheit zu wahren.

### Preisgerichtssitzung
Die Sitzung des Preisgerichtes ist nicht-öffentlich, die Beteiligten unterliegen der Schweigepflicht und dürfen keine Mutmaßungen über die Identität der Teilnehmer anstellen. Die Sitzungen dauern in der Regel ein oder zwei Tage. Außerhalb der Sitzungen darf nicht über die Arbeiten gesprochen werden.
An der Preisgerichtssitzung nehmen weitere Personen teil, die über kein Stimmrecht verfügen, zur Ermittlung eines Meinungsbildes in die Abstimmungen mit einbezogen werden können. Dazu gehören die zuvor eingebundenen Fachleute, Sachverständigen, Berater und die durch den Wettbewerbsbetreuer mit der Vorprüfung betrauten Mitarbeiter. Sie informieren über das Ergebnis der Vorprüfung. Während der gesamten Sitzung sind Stellvertreter der Preisrichter mit anwesend.
Das Preisgericht wählt in mehreren Rundgängen die Arbeiten aus, die die Anforderungen der Auslobung am besten erfüllen. Die Arbeiten, die in eine engere Auswahl kommen, werden weiter schriftlich beurteilt. Bereits ausgeschlossene Arbeiten können zu einem späteren Zeitpunkt wieder in den Kreis der engeren Auswahl aufgenommen werden.
Die Entscheidungen in der ersten Runde dürfen nur einstimmig erfolgen, danach gilt die einfache Mehrheit.

### Auszeichnung der Arbeiten
Unter den in die engere Auswahl gelangten Arbeiten werden die Preise und Ankäufe ausgewählt. Üblich sind bis zu fünf Preisränge und vier bis fünf gleichberechtigte Ankäufe. Die Verteilung der Preise und Ankäufe kann vom Preisgericht nachträglich geändert werden, auch muss kein erster Platz vergeben werden. Es können mehrere gleichwertige Arbeiten gekürt werden. Die Arbeiten gehen mit der Auszeichnung in das Eigentum des Auslobers über, der damit bestimmte Rechte verbindet, bspw. zur Veröffentlichung. Das Urheberrecht bleibt bei den Verfassern.
Für Arbeiten, die gegen eine bindende Vorgabe der Auslobung verstoßen, aber eine „bemerkenswerte Anregung“ vorschlagen, kann das Preisgericht Sonderpreise vergeben. Diese Entscheidung muss einstimmig getroffen werden.
Der Abschluss des Verfahrens bildet eine Empfehlung des Preisgerichtes an den Auslober. Im Normalfall ist dies, den Verfasser der erstplatzierten Arbeit mit der weiteren Bearbeitung zu beauftragen. Dies kann an Empfehlungen für die Überarbeitung gekoppelt sein, es können auch mehrere Arbeiten zu einer weiteren Überarbeitung empfohlen werden oder – sofern vorhanden – ein Sonderpreis.
Nach der Festlegung der Preisränge und Ankäufe wird die Anonymität des Verfahrens aufgehoben und die verschlossenen Umschläge werden geöffnet.

### Preisgeld
Den ausgewählten Arbeiten wird ein Preisgeld zuerkannt. Eine festgelegte Gesamtsumme wird nach einem Schlüssel auf die abgestuften Preise und mehrere gleichwertige Ankäufe verteilt.
Berechnungsgrundlage für das Preisgeld ist das Honorar, das die „Honorarordnung für Architekten und Ingenieure“ (HOAI) für die geforderte Aufgabe vorsieht. Es ist damit indirekt an die zu erwartenden Baukosten gekoppelt. Die Verteilung der Gelder kann vom Preisgericht nach eigenem Ermessen geändert werden, der Beschluss muss einstimmig erfolgen.
Im Falle der Auftragsvergabe an einen der Preisträger wird das ausgezahlte Preisgeld mit dem später fälligen Honorar verrechnet, sofern der Entwurf nicht grundlegend überarbeitet wird. Der erste Preis ist nicht die Geldsumme, sondern der Auftrag.

### Ausstellung/Dokumentation
Die GRW fordert den Auslober auf, das Ergebnis des Verfahrens mindestens eine Woche lang öffentlich auszustellen. Üblicherweise werden alle Arbeiten mit Nennung der Namen der Verfasser präsentiert, auch die, die nicht ausgezeichnet wurden. In der Praxis findet die Präsentation des Ergebnisses am Tag nach der Preisgerichtssitzung im Rahmen einer Pressekonferenz statt, um die noch anwesenden Preisrichter in die Vorstellung der Arbeiten einzubinden.
Die ausgezeichneten Arbeiten werden ganz oder in Ausschnitten in Fachzeitschriften veröffentlicht. Die Veröffentlichung im Internet – in entsprechenden Fachportalen aber auch auf den Webseiten der Auslober – ist inzwischen ebenfalls üblich. Seltener veröffentlichen die Auslober die Ergebnisse eines GRW-Verfahrens in gedruckter Form in Broschüren oder Büchern.

## Aufwandsentschädigung
Die GRW regelt weiter die Bezahlung der Beteiligten. Für Preisrichter, Sachverständige und Vorprüfer gelten dabei Tagessätze in Anlehnung an die HoAI.

## Weitere Angaben zur GRW
Laut Untersuchungen der Architektenkammer Baden-Württemberg bewegen sich die Gesamtkosten für ein Verfahren nach GRW im Bereich von 0,9 bis 1,8 Prozent der Baukosten. Der Zeitbedarf von der Preisrichtervorbesprechung bis zum Ende der Jurysitzung beträgt 20 bis 24 Wochen.

## Wettbewerbe in Anlehnung an die GRW
Wenn die GRW rechtlich nicht zwingend vorgegeben ist, können Wettbewerbe in „Anlehnung an die GRW“ durchgeführt werden. Dabei werden Struktur, Verfahren, Zusammensetzung des Preisgerichts und weitere Vorgaben der GRW in den wesentlichen Punkten übernommen, ohne die GRW als rechtlich bindend vorauszusetzen. Dies sind beispielsweise Studentenwettbewerbe können aber auch Wettbewerbe privater Bauherrn oder Firmen sein, die ansonsten keinen Regelungen unterliegen.

## Andere Verfahren
Die Vergabe öffentlicher Aufträge kann auch entsprechend der Vergabeordnung für freiberufliche Leistungen erfolgen. Sie sieht die Entscheidung über die Vergabe eines Auftrages allein anhand der Qualifikation und Leistungsfähigkeit der Auftragnehmer vor, nicht anhand eines Entwurfsvorschlages.
Aufgrund von Kritik an der GRW entstanden die Regeln für die Auslobung von Wettbewerben (RAW 2004). Sie wurden nur in den Bundesländern Nordrhein-Westfalen, Niedersachsen, Sachsen-Anhalt und Bremen angewandt. Die Anwendung ist umstritten. Um die ungleiche Rechtslage in den Bundesländern aufzulösen, wurden 2008 die Richtlinien für Planungswettbewerbe (RPW 2008) eingeführt, die jedoch noch nicht von allen Bundesländern ratifiziert wurden.